# Tirreno-Adriático 2012
47. edycja wyścigu kolarskiego Tirreno-Adriático odbywała się od 7 do 13 marca 2012 roku. Liczyła siedem etapów, o łącznym dystansie 1063,2 km. Wyścig ten figurował w rankingu światowym UCI World Tour 2012.
W wyścigu wystartowało trzech Polaków Przemysław Niemiec z grupy Lampre-ISD, który zajął 34 lokatę, na 73 miejscu uplasował się Rafał Majka z grupy Team Saxo Bank natomiast Maciej Bodnar z grupy Liquigas-Cannondale ukończył wyścig na 105 miejscu.

## Uczestnicy
Na starcie wyścigu stanęły 22 drużyny. Wśród nich znalazło się wszystkie osiemnaście ekip UCI World Tour 2012 oraz cztery inne zaproszone przez organizatorów. Każda z drużyn wystawiła po 8 kolarzy, dzięki czemu w całym wyścigu wystartowało 176 zawodników. 
Lista drużyn uczestniczących w wyścigu:
| Numery  | Kod | Drużyna                   |
| ------- | --- | ------------------------- |
| 1-8     | BMC | BMC Racing Team           |
| 11-18   | ASA | Acqua & Sapone            |
| 21-28   | A2R | Ag2r-La Mondiale          |
| 31-38   | AST | Pro Team Astana           |
| 41-48   | COG | Colnago-CSF Bardiani      |
| 51-58   | COL | Colombia-Coldeportes      |
| 61-68   | EUS | Euskaltel-Euskadi         |
| 71-78   | FAR | Farnese Vini-Selle Italia |
| 81-88   | FDJ | FDJ-BigMat                |
| 91-98   | GRM | Garmin-Barracuda          |
| 101-108 | GEC | GreenEDGE Cycling Team    |

| Numery  | Kod | Drużyna                 |
| ------- | --- | ----------------------- |
| 111-118 | KAT | Team Katusha            |
| 121-128 | LAM | Lampre-ISD              |
| 131-138 | LIQ | Liquigas-Cannondale     |
| 141-148 | LTB | Lotto-Belisol           |
| 151-158 | MOV | Movistar Team           |
| 161-168 | OPQ | Omega Pharma-Quick Step |
| 171-178 | RAB | Rabobank Cycling Team   |
| 181-188 | RNT | RadioShack-Nissan-Trek  |
| 191-198 | SKY | Sky Procycling          |
| 201-208 | SAX | Team Saxo Bank          |
| 211-218 | VCD | Vacansoleil-DCM         |

## Etapy
| Etap | Data     | Start - Meta                 | km   | Typ         | Zwycięzca etapu        | Lider           |
| ---- | -------- | ---------------------------- | ---- | ----------- | ---------------------- | --------------- |
| 1.   | 7 marca  | San Vincenzo - Donoratico    | 16.9 | TTT         | GreenEDGE Cycling Team | Matthew Goss    |
| 2.   | 8 marca  | San Vincenzo - Indicatore    | 230  | Pagórkowaty | Mark Cavendish         | Matthew Goss    |
| 3.   | 9 marca  | Indicatore - Terni           | 178  | Płaski      | Edvald Boasson Hagen   | Matthew Goss    |
| 4.   | 10 marca | Amelia - Chieti              | 252  | Górski      | Peter Sagan            | Chris Horner    |
| 5.   | 11 marca | Martinsicuro - Prati di Tivo | 196  | Górski      | Vincenzo Nibali        | Chris Horner    |
| 6.   | 12 marca | Offida - Offida              | 181  | Górski      | Joaquim Rodríguez      | Chris Horner    |
| 7.   | 13 marca | San Benedetto del Tronto     | 9.3  | ITT         | Fabian Cancellara      | Vincenzo Nibali |

### Etap 1 - 07.03: San Vincenzo > Donoratico, 16,9 km
| # | Zespół                 | Czas   |
| - | ---------------------- | ------ |
| 1 | GreenEDGE Cycling Team | 8' 41" |
| 2 | RadioShack-Nissan-Trek | + 17"  |
| 3 | Garmin-Barracuda       | + 17"  |

| #  | Zawodnik            | Zespół | Czas    |
| -- | ------------------- | ------ | ------- |
| 1  | Matthew Goss        | GEC    | 18' 41" |
| 2  | Svein Tuft          | GEC    | + 0"    |
| 3  | Sebastian Langeveld | GEC    | + 0"    |
|    |                     |        |         |
| 39 | Rafał Majka         | SAX    | + 38"   |
| 75 | Przemysław Niemiec  | LAM    | + 46"   |
| 99 | Maciej Bodnar       | LIQ    | + 55"   |

### Etap 2 - 08.03: San Vincenzo > Indicatore, 230 km
| #   | Zawodnik           | Zespół | Czas       |
| --- | ------------------ | ------ | ---------- |
| 1   | Mark Cavendish     | SKY    | 6h 32' 32" |
| 2   | Óscar Freire       | KAT    | + 0"       |
| 3   | Tyler Farrar       | GRM    | + 0"       |
|     |                    |        |            |
| 67  | Rafał Majka        | SAX    | + 0"       |
| 122 | Przemysław Niemiec | LAM    | + 0"       |
| 164 | Maciej Bodnar      | LIQ    | + 0"       |

| #  | Zawodnik            | Zespół | Czas       |
| -- | ------------------- | ------ | ---------- |
| 1  | Matthew Goss        | GEC    | 6h 51' 13" |
| 2  | Svein Tuft          | GEC    | + 0"       |
| 3  | Sebastian Langeveld | GEC    | + 0"       |
|    |                     |        |            |
| 33 | Rafał Majka         | SAX    | + 38"      |
| 67 | Przemysław Niemiec  | LAM    | + 46"      |
| 93 | Maciej Bodnar       | LIQ    | + 55"      |

### Etap 3 - 09.03: Indicatore > Terni, 178 km
| #   | Zawodnik             | Zespół | Czas      |
| --- | -------------------- | ------ | --------- |
| 1   | Edvald Boasson Hagen | SKY    | 4h 45' 31 |
| 2   | André Greipel        | LTB    | + 0"      |
| 3   | Peter Sagan          | LIQ    | + 0"      |
|     |                      |        |           |
| 60  | Rafał Majka          | SAX    | + 3"      |
| 97  | Maciej Bodnar        | LIQ    | + 3"      |
| 106 | Przemysław Niemiec   | LAM    | + 3"      |

| #  | Zawodnik           | Zespół | Czas        |
| -- | ------------------ | ------ | ----------- |
| 1  | Matthew Goss       | GEC    | 11h 36' 44" |
| 2  | Stuart O’Grady     | GEC    | + 3"        |
| 3  | Cameron Meyer      | GEC    | + 3"        |
|    |                    |        |             |
| 29 | Rafał Majka        | SAX    | + 41"       |
| 63 | Przemysław Niemiec | LAM    | + 49"       |
| 84 | Maciej Bodnar      | LIQ    | + 58"       |

### Etap 4 - 10.03: Amelia > Chieti, 252 km
| #   | Zawodnik           | Zespół | Czas       |
| --- | ------------------ | ------ | ---------- |
| 1   | Peter Sagan        | LIQ    | 7h 24' 50" |
| 2   | Roman Kreuziger    | AST    | + 0"       |
| 3   | Vincenzo Nibali    | LIQ    | + 0"       |
|     |                    |        |            |
| 48  | Rafał Majka        | SAX    | + 59"      |
| 71  | Przemysław Niemiec | LAM    | + 1' 53"   |
| 104 | Maciej Bodnar      | LIQ    | + 4' 40"   |

| #  | Zawodnik           | Zespół | Czas        |
| -- | ------------------ | ------ | ----------- |
| 1  | Chris Horner       | RNT    | 19h 01' 54" |
| 2  | Roman Kreuziger    | AST    | + 7"        |
| 3  | Cameron Meyer      | GEC    | + 13"       |
|    |                    |        |             |
| 34 | Rafał Majka        | SAX    | + 1' 20"    |
| 62 | Przemysław Niemiec | LAM    | + 2' 22"    |
| 96 | Maciej Bodnar      | LIQ    | + 5' 18"    |

### Etap 5 - 11.03: Martinsicuro > Prati di Tivo, 196 km
| #   | Zawodnik           | Zespół | Czas       |
| --- | ------------------ | ------ | ---------- |
| 1   | Vincenzo Nibali    | LIQ    | 5h 46' 33" |
| 2   | Roman Kreuziger    | AST    | + 16"      |
| 3   | Chris Horner       | RNT    | + 16"      |
|     |                    |        |            |
| 47  | Przemysław Niemiec | LAM    | + 10' 36"  |
| 96  | Maciej Bodnar      | LIQ    | + 22' 06"  |
| 136 | Rafał Majka        | SAX    | + 25' 34"  |

| #  | Zawodnik           | Zespół | Czas        |
| -- | ------------------ | ------ | ----------- |
| 1  | Chris Horner       | RNT    | 24h 48' 39" |
| 2  | Roman Kreuziger    | AST    | + 5"        |
| 3  | Vincenzo Nibali    | LIQ    | + 12"       |
|    |                    |        |             |
| 43 | Przemysław Niemiec | LAM    | + 12' 46"   |
| 89 | Rafał Majka        | SAX    | + 26' 42"   |
| 96 | Maciej Bodnar      | LIQ    | + 27' 12"   |

### Etap 6 - 12.03: Offida > Offida, 181 km
| #   | Zawodnik           | Zespół | Czas       |
| --- | ------------------ | ------ | ---------- |
| 1   | Joaquim Rodríguez  | KAT    | 4h 38' 27" |
| 2   | Vincenzo Nibali    | LIQ    | + 0"       |
| 3   | Danilo Di Luca     | ASA    | + 0”       |
|     |                    |        |            |
| 30  | Rafał Majka        | SAX    | + 20"      |
| 35  | Przemysław Niemiec | LAM    | + 20"      |
| 134 | Maciej Bodnar      | LIQ    | + 16' 25"  |

| #   | Zawodnik           | Zespół | Czas        |
| --- | ------------------ | ------ | ----------- |
| 1   | Chris Horner       | RNT    | 29h 27' 06" |
| 2   | Roman Kreuziger    | AST    | + 5"        |
| 3   | Vincenzo Nibali    | LIQ    | + 6"        |
|     |                    |        |             |
| 34  | Przemysław Niemiec | LAM    | + 13' 06"   |
| 74  | Rafał Majka        | SAX    | + 27' 02"   |
| 110 | Maciej Bodnar      | LIQ    | + 43' 37"   |

### Etap 7 - 13.03: San Benedetto del Tronto, 9,3 km
| #   | Zawodnik           | Zespół | Czas      |
| --- | ------------------ | ------ | --------- |
| 1   | Fabian Cancellara  | RNT    | 10' 36"   |
| 2   | Daniele Bennati    | RNT    | + 12"     |
| 3   | Cameron Meyer      | GEC    | + 16”     |
|     |                    |        |           |
| 20  | Maciej Bodnar      | LIQ    | + 26"     |
| 86  | Rafał Majka        | SAX    | + 01' 02" |
| 102 | Przemysław Niemiec | LAM    | + 01' 09" |

| #   | Zawodnik           | Zespół | Czas        |
| --- | ------------------ | ------ | ----------- |
| 1   | Vincenzo Nibali    | LIQ    | 29h 38' 08" |
| 2   | Chris Horner       | RNT    | + 14"       |
| 3   | Roman Kreuziger    | AST    | + 26"       |
|     |                    |        |             |
| 34  | Przemysław Niemiec | LAM    | + 13' 49"   |
| 73  | Rafał Majka        | SAX    | + 27' 38"   |
| 105 | Maciej Bodnar      | LIQ    | + 43' 37"   |

## Liderzy klasyfikacji po etapach
| Etap                 | Zwycięzca              | Klasyfikacja generalna | Klasyfikacja punktowa | Klasyfikacja górska | Klasyfikacja młodzieżowa | Klasyfikacja drużynowa |
| -------------------- | ---------------------- | ---------------------- | --------------------- | ------------------- | ------------------------ | ---------------------- |
| 1                    | GreenEDGE Cycling Team | Matthew Goss           | -                     | -                   | Cameron Meyer            | GreenEDGE Cycling Team |
| 2                    | Mark Cavendish         | Matthew Goss           | Mark Cavendish        | Stefano Pirazzi     | Cameron Meyer            | GreenEDGE Cycling Team |
| 3                    | Edvald Boasson Hagen   | Matthew Goss           | Mark Cavendish        | Stefano Pirazzi     | Cameron Meyer            | GreenEDGE Cycling Team |
| 4                    | Peter Sagan            | Chris Horner           | Peter Sagan           | Stefano Pirazzi     | Cameron Meyer            | Pro Team Astana        |
| 5                    | Vincenzo Nibali        | Chris Horner           | Peter Sagan           | Stefano Pirazzi     | Cameron Meyer            | Team Katusha           |
| 6                    | Joaquim Rodríguez      | Chris Horner           | Vincenzo Nibali       | Stefano Pirazzi     | Wout Poels               | Team Katusha           |
| 7                    | Fabian Cancellara      | Vincenzo Nibali        | Vincenzo Nibali       | Stefano Pirazzi     | Wout Poels               | Ag2r-La Mondiale       |
| Klasyfikacja końcowa | Klasyfikacja końcowa   | Vincenzo Nibali        | Vincenzo Nibali       | Stefano Pirazzi     | Wout Poels               | Ag2r-La Mondiale       |

## Końcowa klasyfikacja generalna
| M-ce | Imię i nazwisko   | Kraj              | Drużyna                | Czas        |
| ---- | ----------------- | ----------------- | ---------------------- | ----------- |
| 1.   | Vincenzo Nibali   | Włochy            | Liquigas-Cannondale    | 29h 38' 08" |
| 2.   | Chris Horner      | Stany Zjednoczone | RadioShack-Nissan-Trek | + 14"       |
| 3.   | Roman Kreuziger   | Czechy            | Pro Team Astana        | + 26"       |
| 4.   | Rinaldo Nocentini | Włochy            | Ag2r-La Mondiale       | + 53"       |
| 5.   | Johnny Hoogerland | Holandia          | Vacansoleil-DCM        | + 01' 00"   |
| 6.   | Joaquim Rodríguez | Hiszpania         | Team Katusha           | + 01' 16"   |
| 7.   | Michele Scarponi  | Włochy            | Lampre-ISD             | + 01' 16"   |
| 8.   | Wout Poels        | Holandia          | Vacansoleil-DCM        | + 01' 25"   |
| 9.   | Christophe Riblon | Francja           | Ag2r-La Mondiale       | + 01' 31"   |
| 10.  | Cameron Meyer     | Australia         | GreenEDGE Cycling Team | + 01' 33"   |